# آلکسان هاکوبیان
آلکسان هاکوبی هاکوبیان (ارمنی: Ալեքսան Հակոբի Հակոբյան؛ زادهٔ ۱۱ اکتبر ۱۹۵۵) یک سیاستمدار و تاریخ‌نگار اهل ارمنستان است که از تاریخ ۱۹۹۵ تا تاریخ ۲۰۰۳ سمت نمایندگی دوره‌های اول و دوم مجلس ملی جمهوری ارمنستان را برعهده داشت. وی پیشتر از تاریخ ۱۹۹۰ تا تاریخ ۱۹۹۵ سمت نمایندگی دوره اول شورای عالی جمهوری ارمنستان را برعهده داشت.

## زندگی‌نامه
در ۱۱ اکتبر ۱۹۵۵ در ایروان به دنیا آمد و از دانشگاه دولتی ایروان فارغ‌التحصیل شد. وی همچنین برنده نشان صلیب رزمی (ارمنستان) (درجه یک) شده است.

## یادداشت
1. ↑  պատմական գիտությունների թեկնածու